# Hälgångare

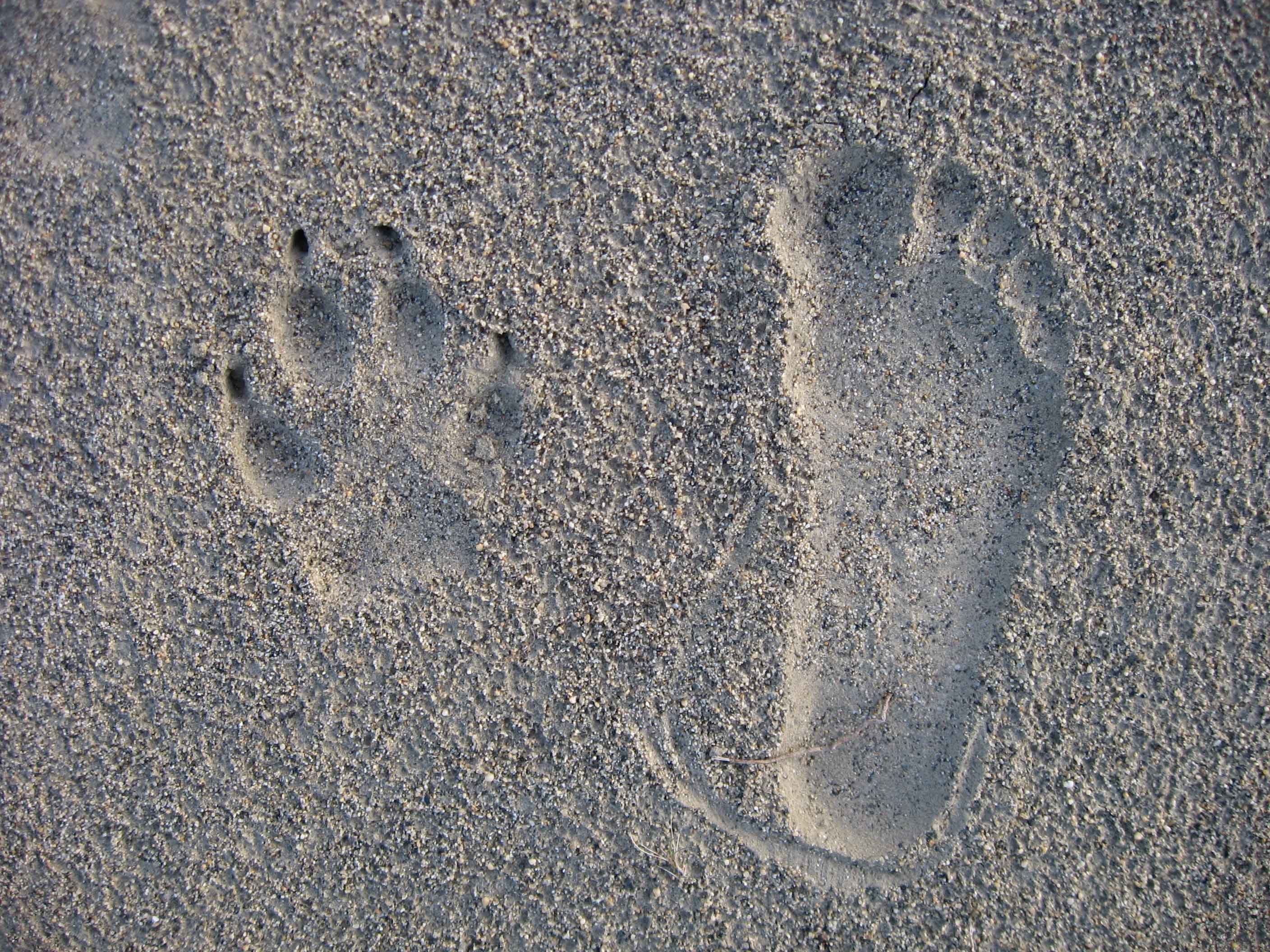
Fotavtryck från varg och människa. Människan är hälgångare till skillnad från vargen.

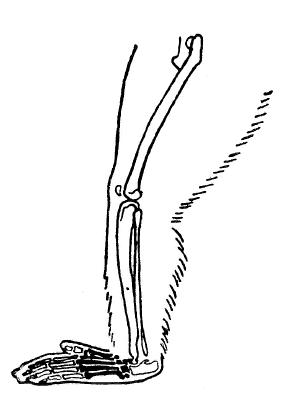
Babianen är hälgångare.

Hälgångare är djur som vid gång sätter hela fotsulan i marken. Exempelvis är primater och björnar hälgångare.